# 小笠原ユースホステル
小笠原ユースホステル（おがさわらユースホステル）は、日本ユースホステル協会に加盟している東京都のユースホステル。小笠原村父島字西町に位置する。通称「父島ユース」。

## 概要
ドミトリーが基本で、和室も備える。原則として昼食は出ない。
休館は不定期だが、例年5月のゴールデンウィークの後と12月上旬、1月下旬のおがさわら丸のドック期間中などに休館になることが多い。
おがさわら丸の到着した夜に自己紹介ミーティング、出港前日の夕食時に出港前パーティーが開かれる。その中ではヘルパーによる小笠原伝統の南洋踊りの披露があったり、宿泊者による歌や一発芸などが披露される。参加、出演は自由。また出港日には二見港にあるクジラのモニュメント前で記念撮影がある。

## 交通アクセス
- 二見港から徒歩10分